# 25 Arietis
Désignations
25 Arietis (en abrégé 25 Ari), en français 25 du Bélier, est une étoile qui, malgré sa désignation, fait partie de la constellation de la Baleine. 25 Arietis est la désignation de Flamsteed de l'étoile. Sa magnitude apparente est de +6,49. D'après la mesure de sa parallaxe annuelle par le satellite Gaia, l'étoile est distante de ∼ 119 a.l. (∼ 36,5 pc) de la Terre.